# Lochia
Lochia — рід метеликів родини совок (Noctuidae).